# 파이아바라시섬
파이아바라시섬(Faiava Lasi)은 투발루 누쿠페타우 환초 북동부에 위치한 섬으로 라파가섬(Lafaga)의 남쪽에 위치한다.